# (7103) Wichmann
(7103) Wichmann – planetoida z grupy pasa głównego asteroid okrążająca Słońce w ciągu 5 lat i 84 dni w średniej odległości 3,01 j.a. Została odkryta 7 kwietnia 1953 roku w Landessternwarte Heidelberg-Königstuhl w Heidelbergu przez Karla Reinmutha. Nazwa planetoidy pochodzi od Moritza Ludwiga Georga Wichmanna (1821-1859), niemieckiego astronoma, studenta Friedricha Bessela. Nazwa została zaproponowana przez Lutza Schmadela. Przed nadaniem nazwy planetoida nosiła oznaczenie tymczasowe (7103) 1953 GH.